# Качанов, Юрий Семёнович
Юрий Семёнович Качанов (род. 23 января 1949, Курган) — советский и российский учёный в области механики жидкостей и газов и аэродинамики. Д.ф.-м.н., профессор, главный научный сотрудник ИТПМ СО РАН.

## Биография
Окончил Новосибирскую ФМШ (1966), Новосибирский государственный университет (1973).
С 1973 года работает в ИТПМ СОАН СССР/СО РАН, стажёр-исследователь, с 1974 — младший научный сотрудник, с 1983 — старший, с 1989 — ведущий, с 2001 — главный научный сотрудник.
Профессор по специальности Механика жидкости, газа и плазмы (1999), доктор физико-математических наук (1992), кандидат физико-математических наук (1979)

## Научные интересы
Устойчивость ламинарных течений, возникновение турбулентности и исследование её структуры.

## Награды
- Почётное звание «Заслуженный деятель науки СО РАН» присуждено «за выдающиеся достижения в области теории гидродинамической устойчивости и турбулентности, плодотворную научную деятельность, подготовку высококвалифицированных научных кадров», 2023 год.
- Звание «Почетный ФыМыШонок» - выпускнику ФМШ-СУНЦ НГУ 1966 года Ю.С. Качанову, 25.04.2019. https://sesc.nsu.ru/school/academic-council/2019.php
- Премия первой степени имени академика Г.И. Петрова Российского национального комитета по теоретической и прикладной механике за 2010 год «за выдающиеся работы в области теории гидродинамической устойчивости и турбулентности».[4]
- Высшая награда Немецкого Аэрокосмического Общества (DGLR) «Кольцо Людвига Прандтля» «за выдающийся личный вклад в области аэродинамики», 2008[5]
- Премия имени Александра фон Гумбольдта для выдающихся иностранных учёных, Германия (2002).